# 아눌라
아눌라(기원전 42년)는 스리랑카 역사상 최초의 여왕으로, 아누라다푸라 왕국을 다스렸다. 아눌라는 처음에 아누라다푸라의 발라감바후 왕의 아들인 초라 나가 왕의 왕비로 권력을 잡았다. 그러나 5년간의 통치 기간 동안 그녀는 적어도 4명의 다른 남편과 배우자를 독살했고 결국 스스로 라자라타를 다스렸다.

## 생애
아눌라 치세 직전의 스리랑카 상황은 극도로 불안정했다. 칼라타 나가 왕이 기원전 104년 궁전 쿠데타로 폐위되었을 때 그의 남동생 밧타 가마니 아바야(발라감바후)는 강탈자들을 전복시키고 아눌라라고도 불리는 죽은 형제의 아내를 자신의 것으로 삼았다. 그는 또한 그의 조카 마하쿨리 마하티사를 자신의 아들로 입양했다.
발라감바후는 "다밀라족이 [그]에게 전쟁을 일으켰을 때 불과 1년여 만에 왕위에 올랐다... 콜람발라카 근처에서 벌어진 전투에서 왕은 패배했다." 발라감바후가 왕위를 되찾기 16년 전에 마하쿨리카가 코라나가를 제치고 발라감바후가 선호하는 후계자가 되었다.
마하쿨리는 기원전 76년에 발라감바후의 왕좌를 물려받았다. 반면에 코라나가는 "반역자로 살았다"; 이것이 왕좌를 위한 투쟁을 구성했는지 여부는 알 수 없다. 그렇다면 기원전 62년 코라나가의 왕위 계승은 마하쿨리 마하티사의 전복을 의미했을 것이다. 마하밤사는 코라나가의 첫 번째 행동 중 하나가 무법자 시절에 피난처를 거부했던 18개의 사원을 파괴한 것이라고 언급한다. 코라나가는 그의 배우자 "악명 높은 아눌라"에게 독살되기 전에 12년 동안 통치한 것으로 기록된다.
아눌라가 남편을 죽인 동기는 알려져 있지 않다. 코라나가의 후계자인 쿠다 티사 왕은 마하쿨리 의 아들이다. 쿠다는 작은 것을 의미하므로 새 왕이 어린아이에 불과했고 효과적으로 아눌라의 통제하에 있었을 가능성이 있다. 쿠다 티사는 오래 살지 못했다. "그녀는 [아눌라] 궁전 경비원 중 한 명에게 반했기 때문에... 이제는 티사도 독으로 죽이고 정부를 다른 사람의 손에 넘겨주었다." 이 시점부터 아눌라는 그녀의 명목상의 배우자를 능가하고 아누라다푸라의 진정한 권력자가 되었다. 이러한 주장의 타당성은 주요 출처가 마하밤사이기 때문에 논의되고 있으며, 아눌라 여왕은 단순히 당시의 여성 혐오의 희생자였을 뿐이며 그녀가 연대기에서 말한 것처럼 악랄하고 교활하거나 방탕하지는 않았다는 주장이 제기되었다.
4개월 동안 단독으로 통치한 아눌라는 마하쿨리의 둘째 아들인 쿠타칸나 티사에 의해 폐위되었다. 마하밤사는 쿠타칸나 티사가 장례식 장작 더미에서 아눌라를 태웠다고 말한다. 다른 소식통에 따르면 아눌라는 살인을 저지른 궁전에서 산 채로 불에 태워졌다.

## 같이 보기
- 스리랑카의 역사